# 모디카

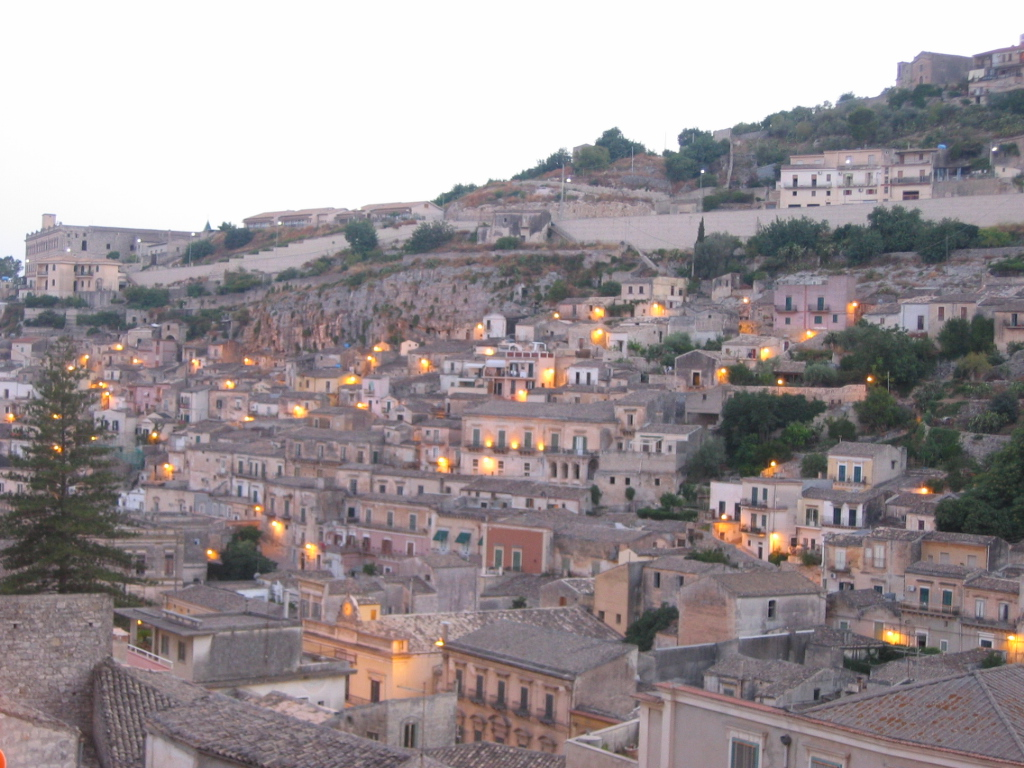
모디카의 모습.

모디카(Modica, 시칠리아어: Muorica, 고대 그리스어: Μότουκα, Motouka, 라틴어: Mutyca 또는 Motyca)는 이탈리아 남부 시칠리아 라구사도의 도시이자 코무네이며, 인구는 54,456명이다. 이 도시는 히블라이아 산맥에 위치해 있다.

## 역사
투키디데스에 따르면, 이 도시는 기원전 1360년 또는 기원전 1031년에 설립되었으며 기원전 7세기에 시쿨리족에 의해 정착되었다.

## 경제
이 지역의 경제는 주로 농업에 초점을 두고 있으며, 올리브, 케럽, 콩, 곡물, 소 생산에 관여하다. 이 도시는 직물을 생산하는 공장도 함께 갖추고 있다. 2002년 모니카는 유네스코 세계유산에 등재되면서 관광도 이 지역에 매우 중요한 산업이기도 하다.

## 문화
18세기에 모디카는 예술과 문화 도시 역할을 하였으며 여러 철학자들과 시인을 배출하였다.
모디카는 1959년 노벨 문학상 수상자이자 작가 살바토레 콰시모도의 출생지이기도 하다.